# Xenopsylla brasiliensis
Xenopsylla brasiliensis es una especie de pulga descrita por Baker en 1904. Originaria de África subsahariana, se ha diseminado a otras partes del mundo, especialmente India y Brasil. También se ha descrito desde principios del siglo xx en Comoras y Mauricio y, más recientemente, en Reunión. Es una de las pulgas halladas más frecuentemente en los roedores del sur y el este de África y se considera un vector de Yersinia pestis, bacteria que causa la peste. Se encontraron en Madagascar por primera vez en la década de 2010 y podrían haber estado involucradas en la transmisión de esta enfermedad durante un brote que ocurrió entre 2013 y 2014 en el distrito de Mandritsara.